# Peștera-aven ghețarul de sub Zgurăști
Peștera-Aven Ghețarul de sub Zgurăști este o peșteră situată pe teritoriul comunei Gârda de Sus, județul Alba, în Munții Bihorului.

## Localizare
Peștera este situată în versantul abrupt ce coboară din Dealul Mununa spre Valea Ordâncușii, la altitudinea de 921 m. Se ajunge la ea fie urcând din Valea Ordâncușii pe versantul drept pe o potecă greu de găsit ce începe aval de Peștera Corobana lui Gârtău, fie coborând din Dealul Mununii, din marcajul cruce roșie care duce din comuna Gârda de Sus la Cabana Scărișoara. 

## Istoric, explorare
Prima mențiune a peșterii este făcută de R. Jeannel și Emil Racoviță (1929), care dau o descriere, o schiță de hartă și prezintă diferite fenomene hidrologice, biologice și meteorologice. Ei denumesc peștera „Ghețarul de la Zgurăști”. Porțiunea explorată cuprinde avenul de intrare, Sala lacului temporar și cinci scurte galerii.
În 1984 Liviu Vălenaș și Gabi Halashi, explorează și recartează partea cunoscută a peșterii și profitând de nivelul scăzut al sifonului de la capătul Galeriei V, îl depășesc și descoperă o galerie de 35 de metri dar declară peștera terminată. 
În 1986 această concluzie a fost infirmată de următoarea echipă de speologi sosită în zonă, Roru Ludușan și Jenel Cindrea, de la Polaris. Printr-o cățărare dificilă, după 8 m, pătrund într-o galerie care promite continuare. Ei descoperă și explorează în mai multe ture Sala de Mese, Galeria Jenel Cindrea, Galeria Cehilor, marele lac Minunea Mununii.
Zona e foarte frumos împodobită cu coralite , clusterite precum și clasicele stalactite, stalagmite, scurgeri parietale, cristale și draperi. 
Dincolo de lac este descoperită galeria Roru Ludușan cu Sala Lacului cu Nuferi, Lacul Necunoscut, Băile de Nămol, Lacul Lung, Sala Catastrofei și Lacul Styx, lungimea peșterii trecând de 5 km.

## Descriere

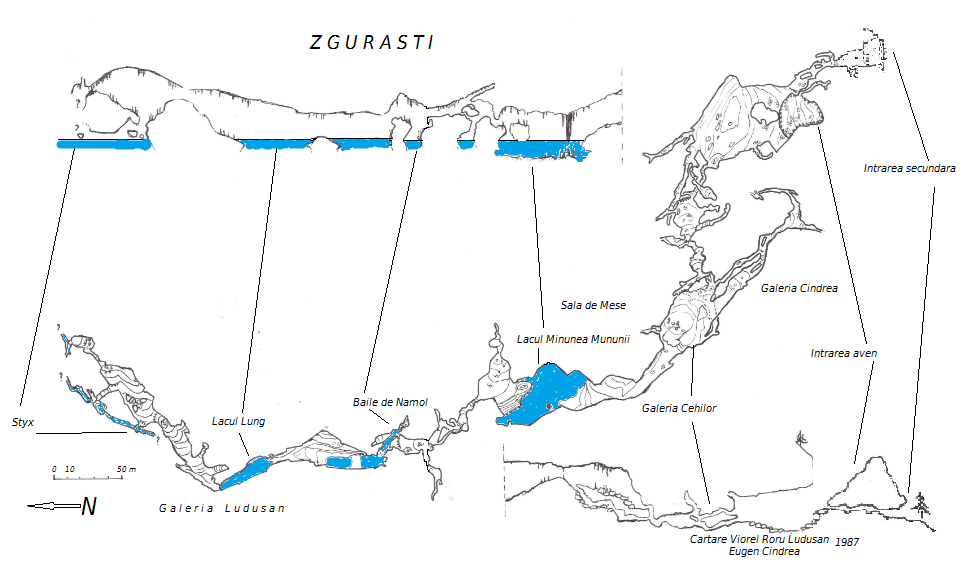
Harta peșterii

În versantul abrupt al Văii Ordâncușa, pe o porțiune limitată se formează o platformă care este perforată de deschiderea unui aven cu diametru de 40 m. În peretele lui nordic (cel dinspre versant) se deschide o dublă arcadă: la dreapta (est) un mare portal de 20 m lățime și 30 m înălțime, iar la stânga (vest) un portal mai mic, de 10 m lățime și 3—4 m înălțime. Deasupra acestor deschideri peretele avenului mai are până la buză circa 50 m înălțime.
În aven se coboară fără dificultate cei 30 m prin colțul de sud-vest și se ajunge pe marele grohotiș care se prelinge pe sub cele doua portaluri. La jumătatea acestei pante în peretele din dreapta pe lângă care coborâm se deschid două mici guri de galerii. Cea inferioară se închide la câțiva zeci de metri, dar cea superioară, mai complicată, se termină în abruptul muntelui, formând cea de-a doua intrare a peșterii. 
După portal se mai coboară 30 m și se ajunge într-o vastă sală, impresionantă prin dimensiuni, luminată din belșug de lumina ce se revarsă prin marele portal. Sala, alungită est-vest, are 120 m lungime, 60 m lățime, 50 m înălțime și fundul plat, constituit din argilă, pe care se dezvoltă o bogată vegetație de mușchi. De peretele opus intrării este lipit un grohotiș ce se întinde pe o mare lungime și care ajunge la o înălțime de circa 25 m față de fundul sălii. De jur împrejurul sălii diverse nivele de argilă indică înălțimea până la care se ridică apa, nivelul maxim fiind la circa 25 m, când întreaga sala este inundată și transformată în lac.
Din Sala Mare se pornesc patru galerii la diferite nivele. În extrema stângă găsim "Galeria U" ca o nișă descendentă de 4 m ce începe la nivelul sălii cu o deschidere de 50 cm. Ea se înalță apoi la 2 m diametru, terminându-se cu un puternic colmataj de argilă. 
Urmează spre dreapta "Galeria V" care, după câțiva zeci de metri, debușează în Sala de sub Poartă. În partea opusă sala urcă, ca apoi să cadă într-o săritoare de 2 m, terminându-se în Sala Sifonului. 
Următoarea, "Galeria H" e ceva mai sus și paralelă cu "V", dar strâmtă și joasă.  Aici găsim o poartă metalică, numită Poarta Egoiștilor montată de Clubului Sfinx din Garda de Sus. Galeria se termină în tavanul Sălii de sub Poartă de care o leagă două puțuri.
Ultima, "Galeria Y" începe câțiva metri mai la dreapta, neinteresantă deocamdată și se termină după 40m.
Continuarea peșterii se face prin trecerea sifonului din capătul galeriei "V". După câțiva metri se ajunge sub hornul de 10 m care, odată urcat, dă acces într-o galerie largă, puternic ascendentă, plină cu bolovani imenși. Galeria se transformă în Sala de Mese, orizontală, plină cu numeroase scurgeri parietale, stalctite, stalagmite, gururi...Totul e de o culoare roșu-maroniu depresantă. 
Din această sală se poate continua pe Galeria Jenel, o diaclază înaltă de până la 22 m. Se poate înainta pe podeaua întreruptă pe alocuri de gururi de un alb ireal înconjurate de negrul funebru al stâncii sau pe terase de eroziune superioare printre ciorchini de clusterite, coralite, coloane, draperi... Culorile sunt aici ireale, de la albul de cocos al gururilor și perlelor de cavernă, la galben și maro, roșu și vânăt până la negru pe speleotemele de la înălțime. Galeria se termină după câteva sute de metri.
Continuarea peșterii se face pe a doua galerie ce pornește din Sala de Mese, Galeria Cehilor. Largă și plină de speleoteme, galeria duce la Lacul Minunea Mununii, cel mai mare lac subteran din România. Pentru traversarea lui e necesară o barcă de cauciuc. Ajuns pe malul opus, direct din barcă se urcă pe coardă o verticală de 14 m până într-un balcon care continuă cu Galeria Roru Ludușan.
Este cea mai lungă galerie a peșterii. După o primă treaptă dificilă se pătrunde în Sala Lacului cu Nuferi pe podeaua căreia sunt câteva gururi cu fundul plin de cristale. O altă treaptă trebuie urcată pe coardă și după câțiva zeci de metri se coboară până la buza Băilor de Nămol. E locul în care podeaua galeriei s-a prăbușit formând un puț larg de 14 m în fundul căruia e cantonat un lac. Nivelul lui e variabil, dovadă stă nămolul proaspăt lăsat pe pereți și pe scurgerile parietale.
Continuarea e la același nivel în peretele opus. Se ajunge acolo traversând pe peretele din stânga. Galeria se îngustează și printr-o poartă între două coloane se trece într-un balcon deasupra Lacului cu Arcadă. Acesta, ca și cel anterior se traversează la nivel superior folosind spațiul de sub tavan plin de scurgeri parietale ce oferă suficiente prize pentru cățărare. Galeria de după lac e largă și ușor descendentă. Pe podea apar straturi de nămol, semn că se apropie un alt lac.
Lacul Lung, cantonat în fundul diaclazei pe care s-a format galeria, duce după câteva meandre la baza unui perete aproape vertical care trebuie cățărat. Cu fiecare metru urcat, nămolul dispare și culoarea din jur trece de la brun la maro deschis, roșu, galben și apoi alb. Formațiuni de dimensiuni mari apar în golul ce se deschide pe măsură ce se urcă. Podeaua e acoperită de mici gurui cu perle și cristale albe. 
Din vârful treptei ce se află cu aproape 50 m deasupra lacului, poate fi văzută în continuare toată Sala Catastrofelor. Se coboară pe coarda 8 m în sala a cărei podea e înclinată dinspre dreapta spre stânga, partea de jos duce la Styx, un lac îngust și lung, parțial explorat. În partea superioară a sălii, printre coloane se poate ajunge într-o diaclază adâncă în fundul căreia se zărește iarși Stixul.
Peștera este unul din marile goluri subterane ale țării, depășește 5 km lungime, are 4 mari lacuri subterane, galerii și formațiuni extraordinare. Potențialul locului este însă foarte mare. Lungimea rețelei e apreciată de Roru Ludusan la cel putin 100 km de galerii. O reală provocare pentru speologii romani. Și nu numai...

## Condiții de vizitare
Este o peșteră foarte dificilă. Se recomandă numai echipelor de speologi foarte versați. Echipament necesar: costume impermeabile, cizme de cauciuc, multiple surse de lumină, coardă, blocatoare, coborâtoare, bărci de cauciuc. 

## Particularități
În această peșteră a fost semnalat de către R. Jeannel și E. G. Racovita (1929) un interesant fenomen meteorologic, formarea ceții în cadrul fasciculului de raze luminoase care pătrund pe gura peșterii la ora prânzului. Autorii presupun că este vorba de un proces de condensare a apei în jurul ionilor în formare, adică de un proces analog celui din camerele Wilson. Un alt element interesant îl constituie prezența mușchilor de pe podeaua sălii. Este vorba de Thamnium alopecurum L. și Oxyrrhynchium praelongum (Hedw.), forme ce cresc sub apă și care indică ca atare nivelul de creștere maximă a lacului.

## Fauna
Faunistic peștera este puțin studiată. Sunt prezente multe elemente trogloxene (moluște, coleoptere), dar în părțile întunecate ale culoarelor abundă Pholeuon proserpinae glaciale.